# آداب قضاء الحاجة في الإسلام
آداب الخلاء في الإسلام هي مجموعة من الآداب المتعلقة بدخول الخلاء، أو قضاء الحاجة، ويشمل آداب دخول الخلاء والخروج منه، وما يقال عند الدخول والخروج منه، وآداب الاستطابة، والخلاء هو مكان قضاء الحاجة.

## الآداب

### الاستتار
على المتخلي الاستتار فينبغي أن يبعد؛ لئلا يسمع منه صوت أو يشم منه ريح أو يرى منه عورة. وذلك لما ورد من الأدلة الدالة على وجوب ستر العورة عموما وخصوصا؛ إلا عند الضرورة، ومنها قضاء الحاجة، فلا يكشف عورته إلا عند القعود. عن أبي هريرة عن النبي «من أتى الغائط فليستتر».
فإن كان في فلاة فليبتعد عن أعين الناس. جاء في الحديث عن المغيرة بن شعبة : ((كنتُ مع النبيِّ صلَّى اللهُ عليه وسلَّم في سَفَرٍ، فقال: يا مغيرةُ، خُذِ الإداوةَ، فأخذتُها، فانطلَقَ رسولُ الله صلَّى اللهُ عليه وسلَّم حتى توارى عنِّي، فقضى حاجتَه)).

### اجتنابُ قضاءِ الحاجةِ في طُرقِ الناس
عَنْ أبِي هريرة أنَّ رَسُولَ اللهِ قال: «اتَّقُوا اللَّعَّانَيْنِ». قَالُوا: وَمَا اللَّعَّانَانِ يَا رَسُولَ اللهِ؟ قال: «الَّذِي يَتَخَلَّى فِي طَرِيقِ النَّاسِ أوْ فِي ظِلِّهِمْ».

### عند الدخول
الدخول بالرجل اليسرى وقول عبارة «أعوذ بالله من الخبث والخبائث». فعَنْ أنَسٍ قَالَ: كَانَ النَّبِيُّ صلى الله عليه وسلم إذَا دَخَلَ الخَلاءَ قَالَ: «اللَّهمَّ إنِّي أعُوذُ بِكَ مِنَ الخُبُثِ وَالخَبَائِثِ».

### استخدام اليد اليسرى في الاستنجاء
من الآداب في الإسلام تقديم اليمين في كل ما كان من باب التكريم، وتقديم الشمال في كل ما كان من باب المهانة، تنبيها على تعظيم اليمين، وتميزها، وزيادة لشرفها. قال النووي: باب استحباب تقديم اليمين في كل مَا هو من باب التكريم؛ كالوضوءِ وَالغُسْلِ وَالتَّيَمُّمِ، وَلُبْسِ الثَّوْبِ وَالنَّعْلِ وَالخُفِّ وَالسَّرَاوِيلِ وَدُخولِ الْمَسْجِدِ، وَالسِّوَاكِ، وَالاكْتِحَالِ، وَتقليم الأظْفار، وَقَصِّ الشَّارِبِ، وَنَتْفِ الإبْطِ، وَحلقِ الرَّأسِ، وَالسّلامِ مِنَ الصَّلاَةِ، وَالأكْلِ، والشُّربِ، وَالمُصافحَةِ، وَاسْتِلاَمِ الحَجَرِ الأَسْوَدِ، والخروجِ منَ الخلاءِ، والأخذ والعطاء وغيرِ ذَلِكَ مِمَّا هُوَ في معناه.ويُسْتَحَبُّ تَقديمُ اليسارِ في ضدِ ذَلِكَ، كالامْتِخَاطِ وَالبُصَاقِ عن اليسار، ودخولِ الخَلاءِ، والخروج من المَسْجِدِ، وخَلْعِ الخُفِّ والنَّعْلِ والسراويلِ والثوبِ، والاسْتِنْجَاءِ وفِعلِ المُسْتَقْذرَاتِ وأشْبَاه ذَلِكَ " وقد نهى الإسلام عن استخدام اليد اليمين في مباشرة التنظيف وحال قضاء الحاجة: عَنْ أبِي قَتَادَةَ رَضِيَ اللهُ عَنْهُ عَنِ النَّبِيِّ - - قَالَ: «إذَا بَالَ أحَدُكُمْ فَلا يَأْخُذَنَّ ذَكَرَهُ بِيَمِينِهِ، وَلا يَسْتَنْجِ بِيَمِينِهِ، وَلا يَتَنَفَّسْ فِي الإنَاءِ».

### تنظيف الدبر والقبل
عند الانتهاء منه يجب علينا تنظيف القبل والدبر.وقد حذّر النبي من التساهل في التنزه من التطهر من النجاسة من البول، فعَنْ ابْنِ عَبَّاسٍ رَضِيَ اللَّهُ عَنْهُمَا قَالَ مَرَّ رَسُولُ اللَّهِ صَلَّى اللَّهُ عَلَيْهِ وَسَلَّمَ عَلَى قَبْرَيْنِ فَقَالَ إِنَّهُمَا لَيُعَذَّبَانِ وَمَا يُعَذَّبَانِ فِي كَبِيرٍ أَمَّا هَذَا فَكَانَ لا يَسْتَتِرُ مِنْ بَوْلِهِ وَأَمَّا هَذَا فَكَانَ يَمْشِي بِالنَّمِيمَةِ.

### استقبال القبلة واستدبارها

#### في الفلاة
يحرم في الإسلام استقبال القبلة واستدبارها في الفلاة في المذهب المالكي والشافعية  والحنابلة.
وذلك لقوله ﷺ: ((إذا أتيتُم الغائِطَ فلا تستقبِلوا القِبلةَ، ولا تَستَدبِروها ببولٍ ولا غائِطٍ، ولكِن شرِّقوا أو غَرِّبوا)).

#### في الدور
تنتفي حرمة استقبال القبلة واستدبارها داخل الدور، وذلك لحديث عبد الله بن عمر: ((لقد ارتقيتُ يومًا على ظَهرِ بيتٍ لنا، فرأيتُ رسولَ الله صلَّى اللهُ عليه وسلَّم على لَبِنَتينِ، مُستقبلًا بيتَ المقدِسِ لِحاجَتِه)).
ويلحق بها عند وجود ستر، لقول مروان بن الأصفر: ((رأيتُ ابنَ عمرَ أناخ راحِلتَه مستقبِلَ القِبلة، ثمَّ جلسَ يبولُ إليها: فقلتُ: يا أبا عبدِ الرَّحمن، أليس قد نُهِيَ عن هذا؟ قال: بلى، إنَّما نُهِيَ عن ذلك في الفَضاءِ، فإذا كان بينَك وبين القِبلةِ شيءٌ يستُرُك فلا بأسَ)).

### استقبال الريح
حكم استقبال الريح في الإسلام أثناء التبول مكروه في المذاهب الأربعة، وذلك خشية أن ترد الريح بول المرء على ثيابه.

### اختيار المكان في الخلاء
يستحب اختيار أرضٍ رخوة.
والسبب أنه أسلم من الإصابة بما يرتد من البول.

### عدم البول في الماء الراكد
والماء الراكد هو الذي لا يجري، وهذا الحكم الفقهي من أجمل الأحكام التي يقرها العلم، ويرضاها العقل السليم، فإن تلويث الماء المعد للانتفاع به غالباً من أقبح الخصال الذميمة، فضلاً عما قد يترتب عليه من عدوي - البلهارسيا - ونحوها من الأمراض، فمن مكارم الإسلام أن جعل عبادة الله مرتبة دائماً على ما تقتضيه مصلحة الإنسان نفسه. عَنْ جَابِرٍ رَضِيَ اللهُ عَنْهُ عَنْ رَسُولِ اللهِ - -، أنَّهُ نَهَى أنْ يُبَالَ فِي المَاءِ الرَّاكِدِ.

### أماكن لا يصح قضاء الحاجة فيها
1- المسجد:
يحرم قضاء الحاجة في المسجد.
والدليل على ذلك الحديث الذي رواه أنس بن مالك : ((بينما نحن في المسجِدِ مع رسولِ اللهِ صلَّى اللهُ عليه وسلَّم إذ جاء أعرابيٌّ، فقام يبولُ في المسجِدِ، فقال أصحابُ رسولِ الله صلَّى اللهُ عليه وسلَّم: مَهْ مَه! قال: قال رسولُ الله صلَّى اللهُ عليه وسلَّم: لا تُزْرِمُوه، دَعُوه، فتَرَكوه حتى بال، ثم إنَّ رسولَ اللهِ صلَّى اللهُ عليه وسلَّم دعاه، فقال له: إنَّ هذه المساجِدَ لا تصلُح لشيءٍ مِن هذا البَولِ ولا القَذَر، إنَّما هي لذِكرِ اللهِ عَزَّ وجَلَّ، والصَّلاةِ، وقراءةِ القُرآنِ، أو كما قال رسولُ الله صلَّى اللهُ عليه وسلَّم، قال: فأمر رجلًا مِن القَومِ، فجاء بدَلوٍ من ماءٍ، فشنَّه عليه)).
2- القبر:
يحرُمُ قَضاءُ الحاجةِ على القَبرِ.
ودليل ذلك قوله ﷺ: ((لأنْ يجلِسَ أحدُكم على جَمرة فتَحرِقَ ثِيابَه، فتخلُصَ إلى جِلدِه؛ خَيرٌ له من أن يجلِسَ على قبرٍ)).
3- أماكن تجمع الناس وأماكن انتفاعهم:
لا يجوزُ قَضاءُ الحاجةِ في الطريق وتحت الشجر المثمر وفي أماكن الظل، وفي الأماكن التي يتجمع فيها الناس.
ودليل ذلك قوله تعالى: ﴿وَالَّذِينَ يُؤْذُونَ الْمُؤْمِنِينَ وَالْمُؤْمِنَاتِ بِغَيْرِ مَا اكْتَسَبُوا فَقَدِ احْتَمَلُوا بُهْتَانًا وَإِثْمًا مُبِينًا ۝٥٨﴾ [الأحزاب:58].
وقوله ﷺ عن جابر : ((أنَّه نهى أن يُبالَ في الماءِ الرَّاكِدِ)).
4- البول في الجحر والسرب والشق والثقب:
حيث يكره ذلك.
وسبب ذلك ما قد يلحقه من أذى من خروج الهوام من جحورها.ولما فيه من أذى لتلك الهوام.
5- المستحم:
يكره التبول والتغوط في أماكن الاغتسال.

### ذكر الله موضع قضاء الحاجة
يكره ذكر الله عند قضاء الحاجة، كالأذان والقرآن وتشميت العاطس.
ودليل ذلك قول المهاجر بن قنفذ: ((أنه أتى النبي وهو يبول فسلم عليه فلم يرد عليه حتى توضأ ثم اعتذر إليه فقال " إني كرهت أن أذكر الله إلا على طهر أو قال على طهارة)).

### إدخال ما فيه ذكرٌ لله لمكان قضاء الحاجة
يكره في المذاهب الأربعة، إلا لحاجة.
لكن إن كان مخفيًا لا يظهر فلا بأس به.
قال ابن قدامة: (إذا أراد دخول الخلاء ومعه شيء فيه ذكر الله تعالى استحب وضعه ... فإن احتفظ بما معه مما فيه ذكر الله تعالى، واحترز عليه من السقوط، أو أدار فص الخاتم إلى باطن كفه فلا بأس).
وذُكر في كتاب فتاوى الطهارة: «يجوز دخول الحمام بأوراق فيها اسم الله ما دامت في الجيب ليست ظاهرة، بل هي مخفية ومستورة».

### الكلام أثناء قضاء الحاجة
حكمه الكراهة، إلا إن كان لحاجة.
واستدل الفقهاء على ذلك بحديث المهاجر بن فنقذ السابق ذكره بعدم رد رسول الله ﷺ السلام أثناء قضاء الحاجة.

### الهاتف وقضاء الحاجة
يُكره في الهاتف عند قضاء الحاجة ما يلي:
1- وضع نغمة رنين فيها ذكرٌ لله، سواءً كانت آياتٍ أو أذانًا أو دعاءً: خشية أن يرن الهاتف أثناء قضاء الحاجة، وقد كره الأئمة ذكره الله في ذلك الموضع. وقد أفتى مجمع الفقه الإسلامي بعدم صحة وضع نغمة الهاتف فيها ذكرٌ لله خشية حصول ذلك.
2- استعمال الهاتف عند قضاء الحاجة:
استعمال الهاتف عند قضاء الحاجة يستدعي مكثًا أطول في الخلاء، وهو أمرٌ مكروه.
قال شيخ الإسلام: (ولا يطيل المقام لغير حاجة؛ لان المقام فيه لغير حاجة مكروه؛ لأنه مُحْتَضر الشياطين وموضع إبداء العورة).
وقال ابن حجر الهيتمي: (ويكره إطالة المكث في محل قضاء الحاجة).
وقد يستدعي هذا زيادةً في مدة كشف عورته، وقد جاء في الحديث عن معاوية بن حيدة قَالَ: قلت: يارسول الله عوراتنا ما نأتي منها وما نذر؟ قال: «احفظ عورتك إلا من زوجتك أو ما ملكت يمينك» قال: قلت: يارسول الله إذا كان القوم بعضهم في بعض، قال: إِنْ اسْتَطَعْتَ أَنْ لَا يَرَاهَا أَحَدٌ فَافْعَلْ .قُلْتُ: وَالرَّجُلُ يَكُونُ خَالِيًا .قَالَ: فَاللَّهُ أَحَقُّ أَنْ يُسْتَحْيَا مِنْهُ)).
3- أن يحتوي الهاتف ما فيه ذكرٌ لله: فهذه تأخذ حكم إدخال ما فيه ذكرٌ لله، فإن كانت تظهر فلا تصح، لكن إن كانت لا تظهر على الشاشة، أو كانت مخفية فلا مشكلة فيها.

### عند الخروج
الخروج بالرجل اليمنى وقول عبارة «غفرانك».فعَنْ عَائِشَةَ قَالَتْ: كَانَ النَّبيُّ إِذا خَرَجَ مِنَ الخَلاَءِ قَالَ: «غُفْرَانَكَ».

## الوضوء
إذا كان المرحاض طاهرًا يجوز الوضوء فيه. والوضوء عند كل حدث من المستحبات، وأصله حديث بلال رضي الله عنه، وهو كما في صحيح البخاري أن رسول الله صلى الله عليه وسلم قال لبلال عند صلاة الفجر: «يا بلال حدثني بأرجى عمل عملته في الإسلام، فإني سمعت دف نعليك بين يدي في الجنة!» قال ما عملت عملاً أرجى عندي أني لم أتطهر طهوراً في ساعة ليل أو نهار إلا صليت بذلك الطهور ما كتب لي أن أصلي.